# La Roche-l'Abeille
Pour les articles homonymes, voir La Roche.
La Roche-l'Abeille (La Ròcha en occitan) est une commune française située dans le département de la Haute-Vienne, en région Nouvelle-Aquitaine.
Ses habitants s'appellent les Rouchauds et les Rouchaudes.

## Géographie

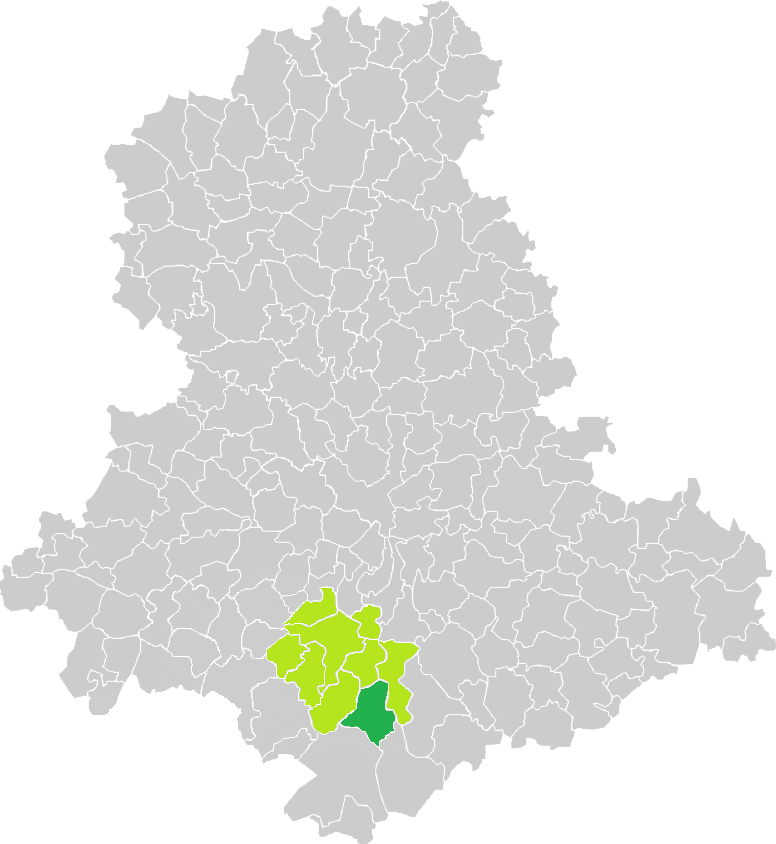
Situation de la commune de La Roche-l'Abeille en Haute-Vienne.

|          | Janailhac              |                      |
| La Meyze | La Roche-l'Abeille     | Saint-Priest-Ligoure |
|          | Saint-Yrieix-la-Perche | Coussac-Bonneval     |

### Climat
Pour des articles plus généraux, voir Climat de la Nouvelle-Aquitaine et Climat de la Haute-Vienne.
Historiquement, la commune est exposée à un climat océanique limousin.  
En 2020, Météo-France publie une typologie des climats de la France métropolitaine dans laquelle la commune est exposée à un climat océanique altéré et est dans la région climatique  Ouest et nord-ouest du Massif Central, caractérisée par une pluviométrie annuelle de 900 à 1 500 mm, maximale en automne et en hiver.
Pour la période 1971-2000, la température annuelle moyenne est de 11,2 °C, avec une amplitude thermique annuelle de 14,6 °C. Le cumul annuel moyen de précipitations est de 1 132 mm, avec 13,8 jours de précipitations en janvier et 8 jours en juillet. Pour la période 1991-2020, la température moyenne annuelle observée sur la station météorologique la plus proche, située sur la commune de Saint-Yrieix-la-Perche à 9,67 km à vol d'oiseau, est de 11,7 °C et le cumul annuel moyen de précipitations est de 1 130,3 mm,. Pour l'avenir, les paramètres climatiques de la commune estimés pour 2050 selon différents scénarios d’émission de gaz à effet de serre sont consultables sur un site dédié publié par Météo-France en novembre 2022.

## Urbanisme

### Typologie
Au 1er janvier 2024, La Roche-l'Abeille est catégorisée commune rurale à habitat très dispersé, selon la nouvelle grille communale de densité à sept niveaux définie par l'Insee en 2022.
Elle est située hors unité urbaine. Par ailleurs la commune fait partie de l'aire d'attraction de Limoges, dont elle est une commune de la couronne,. Cette aire, qui regroupe 127 communes, est catégorisée dans les aires de 200 000 à moins de 700 000 habitants,.

### Occupation des sols
L'occupation des sols de la commune, telle qu'elle ressort de la base de données européenne d’occupation biophysique des sols Corine Land Cover (CLC), est marquée par l'importance des territoires agricoles (68,8 % en 2018), en diminution par rapport à 1990 (70,5 %). La répartition détaillée en 2018 est la suivante : 
prairies (36,7 %), zones agricoles hétérogènes (26,6 %), forêts (26,4 %), milieux à végétation arbustive et/ou herbacée (4,1 %), cultures permanentes (3 %), terres arables (2,5 %), zones urbanisées (0,7 %). L'évolution de l’occupation des sols de la commune et de ses infrastructures peut être observée sur les différentes représentations cartographiques du territoire : la carte de Cassini (XVIIIe siècle), la carte d'état-major (1820-1866) et les cartes ou photos aériennes de l'IGN pour la période actuelle (1950 à aujourd'hui).

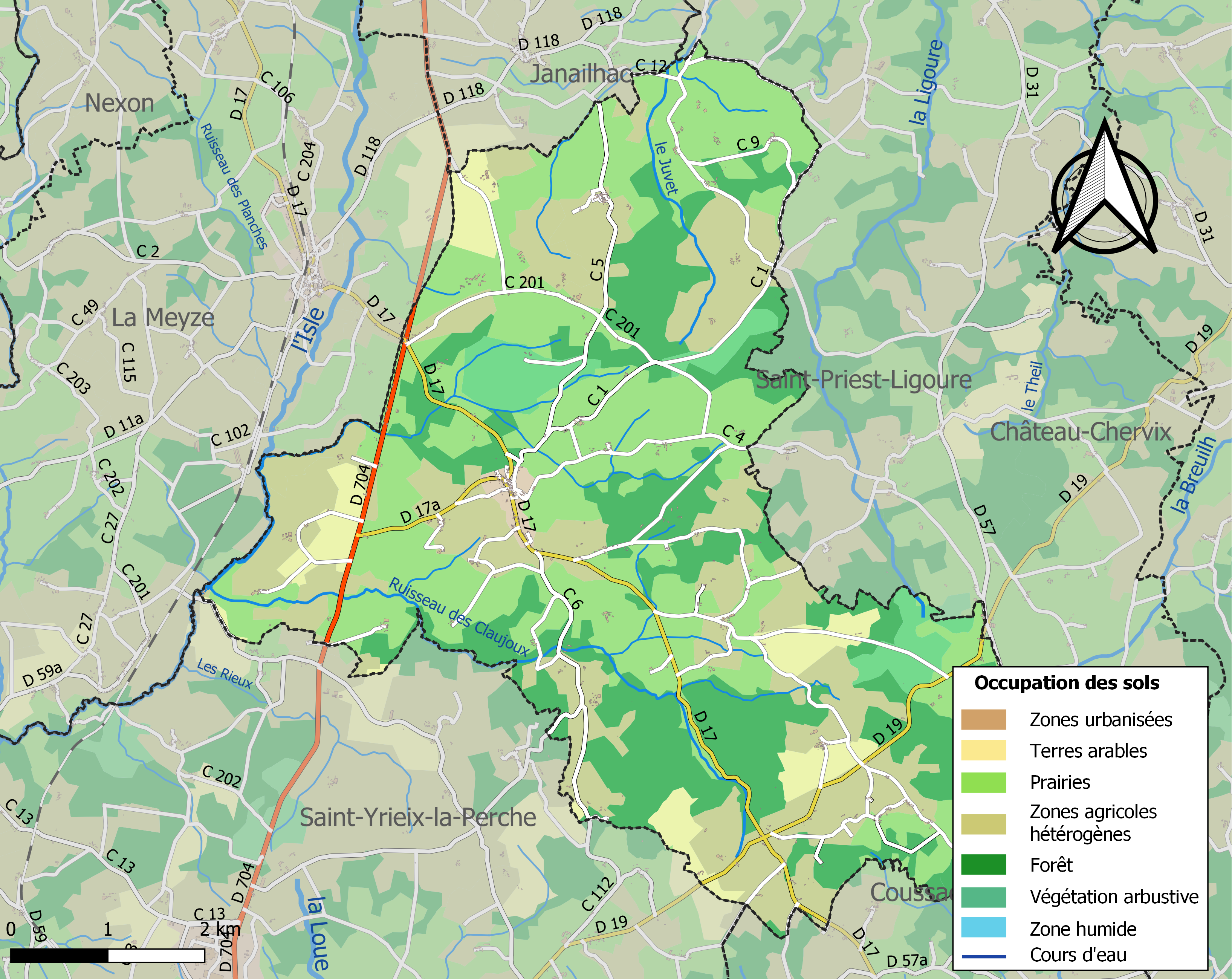
Carte des infrastructures et de l'occupation des sols de la commune en 2018 (CLC).

### Risques majeurs
Le territoire de la commune de La Roche-l'Abeille est vulnérable à différents aléas naturels : météorologiques (tempête, orage, neige, grand froid, canicule ou sécheresse) et séisme (sismicité faible). Il est également exposé à un risque technologique,  le transport de matières dangereuses, et à un risque particulier : le risque de radon. Un site publié par le BRGM permet d'évaluer simplement et rapidement les risques d'un bien localisé soit par son adresse soit par le numéro de sa parcelle.

#### Risques naturels

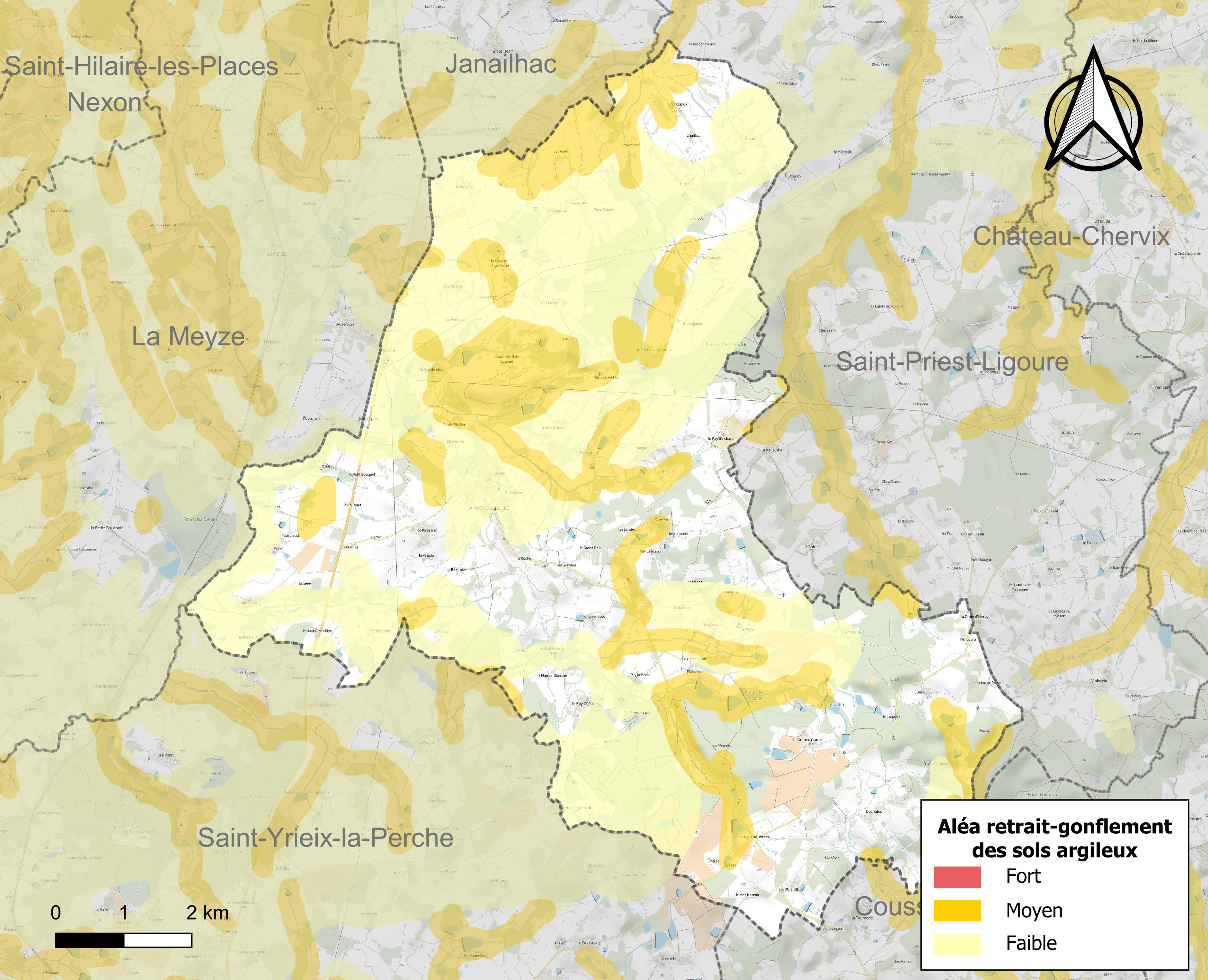
Carte des zones d'aléa retrait-gonflement des sols argileux de La Roche-l'Abeille.

Le retrait-gonflement des sols argileux est susceptible d'engendrer des dommages importants aux bâtiments en cas d’alternance de périodes de sécheresse et de pluie. 21,5 % de la superficie communale est en aléa moyen ou fort (27 % au niveau départemental et 48,5 % au niveau national métropolitain). Depuis le 1er octobre 2020, en application de la loi ÉLAN, différentes contraintes s'imposent aux vendeurs, maîtres d'ouvrages ou constructeurs de biens situés dans une zone classée en aléa moyen ou fort,.
La commune a été reconnue en état de catastrophe naturelle au titre des dommages causés par les inondations et coulées de boue survenues en 1982, 1993 et 1999 et par des mouvements de terrain en 1999.

#### Risque particulier
Dans plusieurs parties du territoire national, le radon, accumulé dans certains logements ou autres locaux, peut constituer une source significative d’exposition de la population aux rayonnements ionisants. Selon la classification de 2018, la commune de La Roche-l'Abeille est classée en zone 3, à savoir zone à potentiel radon significatif.

## Histoire
À partir du Ve siècle av. J.-C., les Gaulois Lémovices exploitèrent une dizaine de mines d'or dans le nord de la commune actuelle. Deux villages peuplés de mineurs ont aussi été retrouvés dans la commune, au sein du district minier de Saint-Yrieix-la-Perche. L’exploitation de ces mines a été arrêtée après la conquête romaine.
Le 25 juin 1569, l’armée protestante de Coligny affronte et bat celle du duc d’Anjou, sans que la bataille soit décisive. Agrippa d'Aubigné y participe. Voir Bataille de La Roche-l'Abeille.
Henry IV a participé à la bataille qui s'est passée sur la lande de Saint-Laurent.[réf. nécessaire]

## Politique et administration
| Période                                  | Période  | Identité          | Étiquette | Qualité |
| ---------------------------------------- | -------- | ----------------- | --------- | ------- |
| mars 2001                                | En cours | Francis Latronche |           |         |
| Les données manquantes sont à compléter. |          |                   |           |         |

## Démographie
L'évolution du nombre d'habitants est connue à travers les recensements de la population effectués dans la commune depuis 1793. Pour les communes de moins de 10 000 habitants, une enquête de recensement portant sur toute la population est réalisée tous les cinq ans, les populations de référence des années intermédiaires étant quant à elles estimées par interpolation ou extrapolation. Pour la commune, le premier recensement exhaustif entrant dans le cadre du nouveau dispositif a été réalisé en 2005.

En 2022, la commune comptait 594 habitants, en évolution de −4,04 % par rapport à 2016 (Haute-Vienne : −0,68 %, France hors Mayotte : +2,11 %).
| 1793 | 1800  | 1806  | 1821 | 1831  | 1836  | 1841  | 1846  | 1851  |
| ---- | ----- | ----- | ---- | ----- | ----- | ----- | ----- | ----- |
| 818  | 1 446 | 1 220 | 769  | 1 458 | 1 466 | 1 367 | 1 425 | 1 496 |

| 1856  | 1861  | 1866  | 1872  | 1876  | 1881  | 1886  | 1891  | 1896  |
| ----- | ----- | ----- | ----- | ----- | ----- | ----- | ----- | ----- |
| 1 424 | 1 382 | 1 409 | 1 352 | 1 394 | 1 397 | 1 464 | 1 475 | 1 448 |

| 1901  | 1906  | 1911  | 1921  | 1926  | 1931  | 1936  | 1946  | 1954 |
| ----- | ----- | ----- | ----- | ----- | ----- | ----- | ----- | ---- |
| 1 465 | 1 515 | 1 545 | 1 420 | 1 319 | 1 206 | 1 227 | 1 118 | 976  |

| 1962 | 1968 | 1975 | 1982 | 1990 | 1999 | 2005 | 2006 | 2010 |
| ---- | ---- | ---- | ---- | ---- | ---- | ---- | ---- | ---- |
| 915  | 838  | 655  | 607  | 563  | 561  | 591  | 588  | 607  |

| 2015 | 2020 | 2022 | - | - | - | - | - | - |
| ---- | ---- | ---- | - | - | - | - | - | - |
| 619  | 597  | 594  | - | - | - | - | - | - |

## Culture locale et patrimoine

### Lieux et monuments
- Église de l'Assomption-de-la-Très-Sainte-Vierge de La Roche-l'Abeille
- Fontaine des Cars ;
- Pierre levée de La Roche-l'Abeille[28], un dolmen ;

### Personnalités liées à la commune
- Bernard Gui (de son vrai nom Bernard Guidoni, nom latin Bernardus Guidonis), dominicain français, évêque de Lodève et de Tui (Galice, en Espagne), est né à Royère, ancien chef-lieu du village. Il a été surtout rendu célèbre par son rôle d'inquisiteur de l'hérésie en Languedoc.
- Wolfgang de Bavière, duc des Deux-Ponts, 26 septembre 1526 à Deux-Ponts, mort le 11 juin 1569 à Nexon, fils de Louis II de Bavière et Élisabeth de Hesse (1503-1563) (en). Il fut duc palatin des Deux-Ponts de 1532 à 1569, comte palatin de Neubourg et de Soulzbach de 1559 à 1569.
- Gaspard de Coligny, noble et amiral français, (1519-1572), assassiné lors du massacre de la Saint-Barthélemy. Comte de Coligny.
- Gabriel Debrégéas, né le 23 février 1882 à Saint-Yrieix-la-Perche et mort le 5 décembre 1970 à La Meyze, agriculteur et homme politique français.

### Héraldique
| Blason de La Roche-l'Abeille | Blason  | D'or au mont de trois coupeaux de sinople à la tour ouverte de gueules, brochant sur le tout; au chef d'azur chargé de trois abeilles en vol d'or. |
| Blason de La Roche-l'Abeille | Détails | |

## Pour approfondir